# I Won't Apologize
Singles de Selena Gomez
Falling Down Naturally
Pistes de Kiss and Tell
Kiss and Tell Falling Down
I Won't Apologize est le troisième single studio de Selena Gomez issue de son premier album Kiss and Tell, I Won't Apologize est la deuxième piste de l'album. On peut traduire ce titre par « Je ne m'excuserai pas ». Confirmé comme le titre phare de l'album de Selena Kiss and Tell[réf. nécessaire], la chanson a été écrite par Selena Gomez elle-même.